# Йоанна Опозда
Йоанна Опозда (пол. Joanna Opozda; нар. 2 липня 1988 року, Бусько-Здруй, ПНР) — польська акторка.

## Життєпис
Йоанна Опозда народилася 2 липня 1988 року. Закінчила Краківську державну вищу театральну школу імені Людвіга Сольського у 2015 році. Йоанна працює на телебаченні та бере участь у кінематографічних проєктах.

## Телебачення
- В ритмі серця (2018)
- Друзі (2014)
- Щедрик (2023)